# Heinrich Teut
Heinrich Teut (* 21. Januar 1868 zu Osterbruch im Landkreis Hadeln an der Niederelbe; † 26. August 1963 in Hamburg)
war ein deutscher Sprachforscher und Schriftsteller.

## Leben
Heinrich Teut wurde 1868 im Ortsteil Nubhusen des Kirchspiels Osterbruch als zweiter Sohn des Bauern August Teut und seiner Frau Anna Marie, Tochter des Schultheißen Johann Niklas Söhle, geboren. Nach dem frühen Tod des Vaters 1875 zog die Mutter mit zwei Söhnen und zwei Töchtern nach Osten, wo Verwandte in Fragen der Schul- und Berufsausbildung der Kinder und in manchen anderen Dingen Rat geben und helfen konnten. Dort besuchte Heinrich Teut die Rektoratsschule und nach der Konfirmation in Stade das Gymnasium. In Osten begann er die erwählte Laufbahn des Postbeamten. Nach Beendigung der Ausbildung war er in verschiedenen Postämtern tätig (Hamburg-Fuhlsbüttel, Barby, Ahrensbök, Hamburg-Bergedorf) und wurde im Jahr 1928 schließlich als Postamtmann in den Ruhestand versetzt. Verheiratet war Heinrich Teut in erster Ehe mit Emma Uter (1872–1897) aus Lübeck. Aus dieser Ehe ging das einzige Kind, die Tochter Gertrud (Trude) hervor, die später Malerin wurde. Zweieinhalb Jahre nach dem Tod von Emma ehelichte er Anna Meier (1875–1953). Am 26. August 1963 verstarb er 95-jährig.

### Sprachforschung
Früh interessierte er sich für die niederdeutsche Sprache und begann sich dieser Sprache zu widmen. Im Januar 1943 schrieb er nieder:
„Es wird vielfach behauptet, die plattdeutsche Sprache sei arm an Wörtern und eigener Ausdrucksweise. Ich nahm mir daher vor, das Gegenteil zu beweisen und den gesamten Sprachschatz aller plattdeutschen Mundarten in einem Hochdeutsch-plattdeutschen Wörterbuch zusammenzustellen. Ein Auszug mit über 10.000 Wörtern ist bereits erschienen und hat in berufenen Kreisen gute Aufnahme gefunden. Auch wird er bei den praktischen Übungen im Germanischen Seminar der Hansischen Universität (Anm.: Universität Hamburg) gebraucht.“
„Ich bin stets bestrebt gewesen, so einfach und schlicht zu schreiben, wie das Volk denkt und spricht. Des Volkes Seele ist in seiner Sprache. Natürlich soll auch der plattdeutsche Dichter in gehobener Sprache schreiben, aber die Denkungs- und Ausdrucksweise des Volkes darf nicht vergewaltigt werden. Die meisten plattdeutschen Schriftsteller schreiben ja in einer hochdeutschen Mundart, die sie Plattdeutsch nennen, aber nicht in der plattdeutschen Sprache. Wer in dieser schreiben will, muss auch in dieser denken können. Dazu gehört, dass er den ganzen Wortschatz beherrscht, nicht nur den halben.“
Die Liebe zu seiner Heimat und ihrer plattdeutschen Muttersprache, die Heinrich Teut in seltener Vollkommenheit beherrschte, mündlich wie schriftlich, trieb ihn, den von Wissens- und Forscherdrang beseelten Mann, an, unermüdlich über lange Jahrzehnte diesen reichen Wortschatz zu sammeln: aus dem Gedächtnis, bei gelegentlichen Besuchen und später bei planmäßigen Radfahrten durch das ganze Land Hadeln während der Urlaubszeit und durch die Hilfe befreundeter Mitarbeiter in den einzelnen Kirchspielen, so dass er auch manche Sonderheit (Redewendungen, Sprichwörter, Rätsel, Reime, Wetterregeln, Pflanzennamen, Bezeichnungen für Geräte, Arbeitsvorgänge, Feste und Gebräuche) festhalten konnte.
In Hamburg schloss sich Heinrich Teut bereits in jungen Jahren plattdeutschen Vereinigungen, u. a. dem „Allgemeinen Plattdeutschen Verband“ an, in dessen halbmonatlich erscheinender Zeitschrift „De Eekbom“ er zahlreiche plattdeutsche Arbeiten veröffentlichte. Im Jahr 1896 wurde er tätiges Mitglied im „Verein für niederdeutsche Sprachforschung“. Von besonderem Wert wurde die Freundschaft mit Conrad Borchling, dem Direktor des Seminars für niederdeutsche Philologie an der Universität Hamburg, der auch an den Problemen der Schreibweise und Sprachgestaltung und an dem Wortschatz des Plattdeutschen besonders interessiert war. Die glückliche Ergänzung der beiden Männer in Theorie und Praxis führte zu einer fruchtbaren Zusammenarbeit, die sich bis in die Übungen in der Universität auswirkte. Der rege Gedankenaustausch wurde fortgesetzt, auch nachdem Teut in den Ruhestand getreten war und sich noch intensiver der Arbeit für die niederdeutsche Sprache widmen konnte. Nach mehreren Jahren in seinem Waldhaus bei Nieperfitz in der Göhrde, wo ihn Prof. Borchling so manches Mal besuchte, kehrte Heinrich Teut endgültig nach Hamburg zurück, um in Rissen in der Nähe seiner Tochter und ihrer Familie zu leben.

### Schriftsteller und Dichter
Neben der Sprachforschung war Heinrich Teut als plattdeutscher Schriftsteller und Lyriker tätig. Anfang 1895 brachte der Verlag von Gustav Fock in Leipzig das Bändchen „Krut“ (Kraut) heraus, „Rimels van plattdütsch Sprak un Art“. Auf die Frage nach dem Titel antwortete er im Vorwort, das auf Plattdeutsch abgefasst ist, etwa so: Er sei eines Tages mit seinem Großvater zum Elbdeich gegangen und habe im Gespräch auch nach den Namen der dort wachsenden Blumen gefragt. Großvater, ein Bauer von altem Schrot und Korn, habe geantwortet: „Dat is Krut“. Auf den Hinweis, dass doch auch zwischen dem Kraut Blumen seien, habe der Großvater geantwortet: „Blom’n sünd dat nich, Blom’n waßt in’n Gar’n; dit het wi Krut.“
Dieser „Erstling“ bekam viele gute Kritiken aus dem gesamten niederdeutschen Raum, manche nahmen aber auch Anstoß an der etwas anderen Schreibweise mancher Wörter. Im Jahr 1919 wirkte er mit bei der Aufstellung der Lübecker Richtlinien zur Schaffung einer einheitlichen Rechtschreibung, wozu die plattdeutsche Volksgill in Lübeck angeregt hatte.
Nach „Krut“ veröffentlichte er mehr als zwanzig Jahre lang kein plattdeutsches Buch mehr, abgesehen von den genannten zahlreichen Beiträgen in der Zeitschrift „De Eekbom“. In seiner Freizeit widmete er sich vorrangig der Fachliteratur für Postbeamte. Sein „Handbuch für Postamtsvorsteher“ erreichte sieben Auflagen und sein „Auskunftgeber für Postbeamte“ zwei Auflagen. Daneben schrieb er ein Fachbuch „Der technische Telegrafendienst“.
Rund sechsundzwanzig Jahre nach der Gedichtsammlung „Krut“ erschienen 1921 bzw. 1924 von Heinrich Teut „De Reis´ na Hamborg“, dann 1922 der Gedichtband „Spör“ und 1925 seine aus dem Schwedischen in plattdeutsche Verse übertragene Ausgabe der Frithjof-Sage. Der Gedichtband „Spör“ fand Anerkennung. Gustav Falke bemerkte: „… Ich besitze eine große Anzahl Bücher, und eine kleine Auswahl davon habe ich bequem zur Hand stehen. Das sind die Bücher, die ich allen anderen vorziehe. Zu diesen werde ich Ihre Gedichtsammlung stellen … “.
1939 und 1949 brachte der Mahnke-Verlag in Verden im Rahmen seines Verlagsprogramms für plattdeutsche Bühnenspiele die beiden Einakter „De Bessenproov“ und „Achterüm“ heraus. Die anderen Manuskripte mit Gedichten und Erzählungen, so schrieb Heinrich Teut 1958 in einer kurzen Schilderung seines Lebens, wie „‚Ropen Rüümd“, „Ut Höörn un Öörn“, „Op’t Olendeel“, „Straatenströmers“, „Seemeeschen“, „Verrękent“, „Spraakhöörn“ blieben in der Schublade liegen. Unveröffentlicht sind auch ein Manuskript der zu einem plattdeutschen Schauspiel umgearbeiteten Gudrun-Sage und das ebenfalls plattdeutsche Bühnenstück „Vörlaat“. Viele seiner plattdeutschen Gedichte und Erzählungen sind jedoch in Zeitungen und Zeitschriften, Kalendern und Jahrbüchern veröffentlicht worden. Und im Jahr 1961 brachte die Freudenthal-Gesellschaft in Rotenburg/Hann. ihm zu Ehren eine Auswahl seiner bemerkenswertesten Erzählungen in einem Büchlein „Van Heven un Kleven“ heraus.

### Plattdeutsche Wörterbücher
Wissenschaftliche Bedeutung und entsprechende Bewertung haben Teuts Wörterbücher erlangt. Er war schon einige Jahre in Pension und hatte verstärkt an einem Hochdeutsch-Plattdeutschen Wörterbuch gearbeitet, das zu etwa 10.000 hochdeutschen Stichwörtern entsprechende echt plattdeutsche Wörter gibt. Es war gedacht für Freunde, besonders Schriftsteller der plattdeutschen Sprache, denen das gut plattdeutsche Wort für einen hochdeutschen Ausdruck „utnei’t is oder wenn he öberall nich fast in’n Sadel sidd“ (Teut). Im Jahr 1931 erschien dieses Wörterbuch im Verlag des „Allgemeinen Plattdeutschen Verbandes e.V.“ in Hamburg.
Das eigentliche Lebenswerk von Heinrich Teut jedoch war das „Hadeler Wörterbuch“. Es ist ein Archiv und eine Fundgrube für jeden Freund der niederdeutschen Sprache und Volkskunde. Das Werk ist auf Anregung von William Foerste, dem Direktor des Seminars für niederdeutsche und niederländische Philologie der Universität Münster, im Wachholtz Verlag, Neumünster in vier Bänden mit rund 2400 Seiten herausgekommen und viel beachtet worden.
Mit schlichten Worten schildert Heinrich Teut im Vorwort die Entstehungsgeschichte: „Meine Mutter, eine geborene Hadlerin, beherrschte das Hadeler Plattdeutsch sehr gut und sprach mit den Bekannten nur plattdeutsch. Jedes Jahr verbrachten wir die Sommerferien bei Verwandten im Land Hadeln. So kam es, dass ich die Hadler Mundart immer frisch im Gedächtnis behielt. Zunächst sammelte ich aus dem Gedächtnis und später gelegentlich der Besuche bei meiner Mutter und den Verwandten. Ich trug stets ein Taschenbuch bei mir, in das ich nicht häufig vorkommende Wörter und Redewendungen eintrug, wenn sie mir einfielen oder wenn ich sie hörte. Später ging ich dazu über, jährlich mehrere Reisen durch die Kirchspiele der Heimat zu unternehmen. Ich hatte in jedem Kirchspiel eine Anzahl Mitarbeiter. Außer den Mitarbeitern sind mir noch viele Einwohner in sämtlichen Kirchspielen, hauptsächlich Handwerker, behilflich gewesen. Ich habe sie oft besucht und ausgefragt. Was der eine nicht wusste, erfuhr ich von einem anderen.“

## Ehrungen

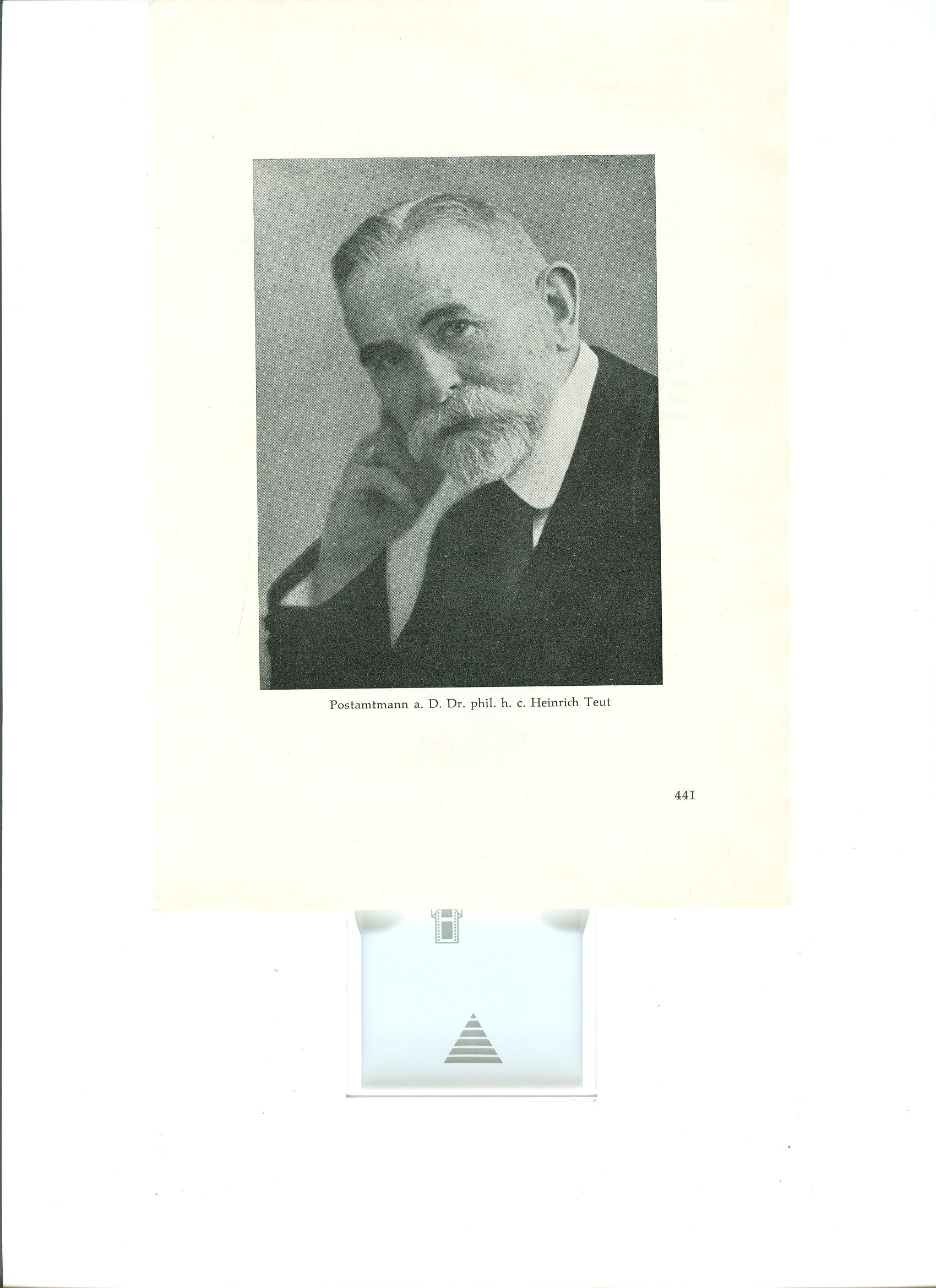
Heinrich Teut

Das Schaffen von Heinrich Teut erfuhr eine besondere Anerkennung. Am 25. November 1958 überreichte der Direktor des Seminars für niederdeutsche und niederländische Philologie der Universität Münster, William Foerste auf einstimmigen Beschluss der philologischen Fakultät dem 90-jährigen Sprachforscher und Dichter die Urkunde der Promotion zum Dr. phil. h. c.
Weitere Ehrungen:
- Ehrenmitgliedschaft des Stader Geschichts- und Heimatvereins,[2] der in seinen periodisch erscheinenden „Mitteilungen“ den Menschen Heinrich Teut und das vielfältige Schaffen gewürdigt hat.|
- Korrespondierendes Mitglied des Heimatbundes „Die Männer vom Morgenstern“, dem er Jahrzehnte hindurch angehört hat.[3]
- Korrespondierendes Mitglied des „Österreichischen Moorforschungs-Institutes“ Internationales Moor-Museum, Bad Neydharting ab 2. Juni 1959.

## Werke
- Krut. Rimels van plattdüütsch Sprak un Art. Verlag von Gustav Fock, Leipzig 1895, 124 S.
- De Reis‘ na Hamborg. Teut, Heinrich; Vries, Berend de; Siefkes, Wilhelmine; Ruseler, Georg. – Wilhelmshaven: Friesen-Verlag Ad. Heine, 1921. – 82 S.
- Spör. Plattdüütsche Gedichte. – Bremen-Wilhelmshaven: Friesen-Verlag A.G., 1922. – 110 S.
- De Reis‘ na Hamborg. – 1. – 5. Tsd. – Bremen: Friesen-Verlag, 1924. – 56 S.
- Mit Esaias Tegnér: De Frithjofsåg. [Übers.] – Ut't Swedsche in’t Plattdüütsche oeberdrägen. - Eekbom-Verlag, Hamburg, 1925. – 131 S.
- Hochdeutsch-Plattdeutsches Wörterbuch. Verfasst von Heinrich Teut. – Hamburg: Verlag des Allgemeinen Plattdeutschen Verbandes e.V., 1931. – 106 S.
- De Bessenproov. En lustig Stückschen in enen Rutsch.– Verden/Aller: Verlag Karl Mahnke, 1939. – 22. S.
- Achterüm. En küürlich Schauspill in enen Rutsch. – Verden/Aller: Karl Mahnke Theaterverlag, 1949. – 20. S.
- Hadeler Wörterbuch: Der plattdeutsche Wortschatz des Landes Hadeln (Niederelbe) - Bd. 1. A – F. - Neumünster: Karl Wachholtz Verlag, 1959. – 610 S.
- Hadeler Wörterbuch: Der Plattdeutsche Wortschatz des Landes Hadeln (Niederelbe) - Bd. 2. G – K. – Neumünster: Karl Wachholtz Verlag, 1959. – 507 S.
- Hadeler Wörterbuch: Der Plattdeutsche Wortschatz des Landes Hadeln (Niederelbe) - Bd. 3. L – R. – Neumünster: Karl Wachholtz Verlag, 1959. – 499 S.
- Hadeler Wörterbuch: Der Plattdeutsche Wortschatz des Landes Hadeln (Niederelbe) - Bd. 4. S – Z. – Neumünster: Karl Wachholtz Verlag, 1959. – 702 S.
- Van Heven un Kleven. – Rotenburg/Han.: Freudenthal-Gesellschaft e.V., 1961- 80 S.

### Unveröffentlichte Manuskripte
- Ropen Rüümd. - Plattdüütsche Dichtels in Haadler Mundaart - 1960
- Spöör. – Twete verbęterte Oplaag‘
- Spöör op’n Weg. – Twete Oplaag‘
- Gudrun. - Dat Epos as Schauspill in söß Optög‘. - 1950?
- Stratenströmers. - Plattdüütsche Rimelreen in Haadler Mundaart - 1939
- Seemeeschen. - Utwahl ut de Dichtels
- Vörlaat. - Volksstück in veer Stręmels
- Spraakhöörn. – 1937–1940
- Op’t Olendeel. – Plattdüütsche Dichtels
- Verrękent. – En Vertelln in Haadler Plattdüütsch
- Ut Höörn un Öörn. – Plattdüütsche Dichtels in Haadler Mundaart
- PlattdüütscheSprökels un Snackwisen
- Plattdüütsche Plantennaams ut Land Hadeln.